# Сорочино (Сумская область)
Сорочино (укр. Сорочине; до 2025 года — Сорокино) — село в Середина-Будском городском совете (Шосткинский район, Сумская область, Украина).
Код КОАТУУ — 5924410106. Население по переписи 2001 года составляло 82 человека.

## Географическое положение
Село Сорокино находится на расстоянии в 1 км от города Середина-Буда, посёлков Рудак и Прогресс.
Село вытянуто вдоль автомобильной дороги Т-1915.

## История
По утверждению местных жителей, Сорокино, изначально называвшееся посёлок Незаможник, было основано в годы НЭПа переселенцами из села Ромашково. После войны Незаможник был переименован в хутор Сорокин, который находился в километре от него и был в свою очередь переименован в посёлок Красный Прогресс.
На протяжении всего своего существования Сорокино было небольшим населённым пунктом и в 1923 году насчитывало 25 дворов, в которых проживало 143 жителя, в 1926 году — 24 двора и 147 жителей, в 1989 году — 103 жителя, в 2001 году — 81 жителя, а в 2008 году — 63 жителя.